# 阿拉伯语语法
阿拉伯语语法（阿拉伯语：النحو）是阿拉伯语语言学的一个重要分支。研究按《可兰经》中确定的用法来运用的词类、词的屈折变化或表示相互关系的其他手段以及词在句中的功能和关系。包含词的构词、构形的规则和组词成句的规则。

## 概述
阿拉伯语语法有两个含义:
- 一指阿拉伯语法结构规律本身，即语法事实。
- 一指阿拉伯语法学，是探索并描述语法结构的科学，是研究阿拉伯语语法学者对客观存在的阿拉伯语语法体系的认识和说明。

语法事实本身没有分歧，但由于阿拉伯语语法学者观察角度、认知理解、分析方法不一致，阿拉伯语语法学体系是有分歧的。
基本语法包括阿拉伯语词法和句法（表达）两部分：阿拉伯语词法主要是指词的构成、变化和分类规律；阿拉伯语句法主要是指短语和句子等语法单位的构成和变化规则。高级阿拉伯语语法在此层次上增加修辞。

## 起源
随着阿拉伯人大规模征服臨近各地后，伊斯兰疆域的扩大，阿拉伯语遂成为国际性语言，在政治、外交、宗教、商业以及科学文化领域被广泛使用。同时，也受到沙姆、波斯、信德等被征服地区各民族语言的影响。为了以下目的：
- 深刻理解《可兰经》的内涵
- 维护阿拉伯语言的纯洁性
- 帮助皈依伊斯兰教的穆斯林学习《古兰经》、掌握阿拉伯语
- 担任政府公职

阿拉伯的语言学家们开展了阿拉伯语法的整理和研究工作，并创立了阿拉伯语法学的基本理论，遂形成了阿拉伯语的语法学体系。

## 定义
阿拉伯人给出的相关语法的定义和益处：
النحو هو علم يبحث في أصول تكوين الجملة وقواعد الإعراب. فغاية علم النحو أن يحدد أساليب تكوين الجمل ومواضع الكلمات ووظيفتها فيها كما يحدد الخصائص التي تكتسبها الكلمة من ذلك الموضع، سواءً أكانت خصائص نحوية كالابتداء والفاعلية والمفعولية أو أحكامًا نحوية كالتقديم والتأخير والإعراب والبناء.
语法是研究造句和语法分析的起源的知识。语法的主旨是：确定造句的方法以及词语的位置和作用。同样也确定词语在特定语句的属性。无论是这种属性是起始、主谓、还是语法规则中提前、推后；还是语法分析和构建。
- النحو في اللغة : هو القصد

语法在语言中的意义：它是目的
- وفي الاصطلاح : هو علم يبحث فيه عن أحوال أواخر الكلم اعرابا وبناء

在习惯上：它是研究语言其中情况或者词语的语法地位及构建的知识。
- فائدته : معرفة صواب الكلام من خطئه ليحترز به عن الخطأ في اللسان

语法益处：
从错误中改正话语，防备口舌的错误。
- غايته:الاستعانة على فهم كتاب الله تعالى وسنة رسوله صلى الله عليه وسلم الموصلين الى خير الدنيا والآخرة

语法的目的：使用语法了解清高真主的经典；及了解愿主福安之的、联系今世和后世的使者的品行。

## 阿拉伯语语法分类
古典阿拉伯语语法重点研究五大类：
- 语言或辞典（al-luġah اللغة）：收集和解释词语
- 词法（at-taṣrīf التصريف）：确定词的形态和构建方法
- 语法（an-naḥw النحو）：研究现存语言和方言中的语法现象
- 派生（al-ištiqāq الاشتقاق）：研究词源
- 修辞（al-balāġah البلاغة）：修饰言论，利用多种语言手段以尽可能优美的表达。

按照阿拉伯语语法著作《语法大全》的分类，阿拉伯语语法细分为14个部分：
- 基本语法术语（اساس النحو الكلام المفيد）
- 现在式动词句法（اعراب الفعل المضارع）
- 名词分类（اقسام الاسم）
- 定格和变格（الاعراب والبناء）
- 动词、代主语、起语和述语（الفعل ونائبه والمبتدأ والخبر）
- 正偏组合（المجرورات）
- 替代（النواسخ）
- 被动（المفعولات）
- 状语 、区分语和指示（الحال والتميز والاشتثنا）
- 同格词（التوابع）
- 呼唤（النداء）
- 数词（الأعداد）
- 词根和动名词（إعمال المصادر  والمشتقات）
- 疑问词（الأساليب）

## 阿拉伯语语法学派
- 巴士拉学派
- 库法学派

## 阿拉伯语法学家
- 西伯威

## 阿拉伯语语法著作

### 古典语法著作
- 《卡菲》或翻译为《大全》
- 《满俩》
- 《侯赛尼》
- 《白亚尼》
- 《索尔夫》

### 现代语法著作
- 《语法大全》伊本赫里顿出版社 2008年/伊斯兰教历1429 第10版 ISBN 9775731399
- 《阿拉伯语基础语法》外语教学与研究出版社1987年6月 第2版 ISBN 7560000932